# Giro di Toscana 2011
Il Giro di Toscana 2011, ottantaquattresima edizione della corsa e valida come evento dell'UCI Europe Tour 2011 categoria 1.1, si svolse il 19 giugno 2011 su un percorso totale di 196 km. Fu vinto dall'irlandese Daniel Martin che terminò la gara in 4h54'00", alla media di 40  km/h.
Al tragurdo 33 ciclisti portarono a termine il percorso.

## Ordine d'arrivo (Top 10)
| Pos. | Corridore            | Squadra       | Tempo    |
| ---- | -------------------- | ------------- | -------- |
| 1    | Daniel Martin        | Garmin        | 4h54'00" |
| 2    | Mauro Santambrogio   | BMC           | s.t.     |
| 3    | Miguel Ángel Rubiano | D'Angelo      | s.t.     |
| 4    | Emanuele Sella       | Androni Gioc. | s.t.     |
| 5    | Alessandro Bertolini | Androni Gioc. | s.t.     |
| 6    | Domenico Pozzovivo   | Colnago       | s.t.     |
| 7    | Christophe Le Mével  | Garmin        | a 6"     |
| 8    | Daniele Ratto        | Geox-TMC      | a 17"    |
| 9    | Luca Mazzanti        | Farnese Vini  | s.t.     |
| 10   | Paolo Bailetti       | De Rosa       | s.t.     |